# Kettenhausen
Kettenhausen é um município localizada no distrito de Altenkirchen, na associação municipal de Verbandsgemeinde Altenkirchen, no estado da Renânia-Palatinado.

## População
| - 1815 – 75 - 1835 – 109 - 1871 – 148 - 1905 – 171 - 1939 – 164 - 1950 – 162 | - 1961 – 164 - 1965 – 164 - 1970 – 144 - 1975 – 143 - 1980 – 169 - 1985 – 170 | - 1987 – 153 - 1990 – 183 - 1995 – 295 - 2000 – 254 - 2005 – 253 |